# Alizée Baron
Alizée Baron (Montpellier, 6 agosto 1992) è una sciatrice freestyle francese, specialista dello ski cross.

## Biografia
In Coppa del Mondo ha esordito il 17 dicembre 2011 a San Candido (11ª), ha ottenuto il primo podio il 7 gennaio 2012 a Sankt Johann in Tirol (3ª) e la prima vittoria il 14 febbraio 2015 ad Åre.
In carriera ha partecipato a due edizioni dei Giochi olimpici invernali, Soči 2014 (20ª nello ski cross) e Pyeongchang 2018 (5ª nello ski cross), e a tre dei Campionati mondiali vincendo la medaglia di bronzo nello ski cross a Park City 2019 e a Idre Fjäll 2021.

## Palmarès

### Mondiali
- 2 medaglie:
  - 2 bronzo (ski cross a Park City 2019; ski cross a Idre Fjäll 2021).

### Coppa del Mondo
- Miglior piazzamento in classifica generale: 2ª nel 2015 e nel 2021.
- 13 podi:
  - 1 vittoria;
  - 4 secondi posti;
  - 8 terzi posti.

#### Coppa del Mondo - vittorie
| Data             | Luogo | Paese  | Disciplina |
| ---------------- | ----- | ------ | ---------- |
| 14 febbraio 2015 | Åre   | Svezia | SX         |

Legenda:

SX = ski cross

### Campionati francesi
- 4 medaglie[1]:
  - 1 oro (ski cross nel 2016);
  - 3 argenti (ski cross nel 2012; ski cross nel 2018; ski cross nel 2019).